# Horst von Mellenthin
Horst von Mellenthin (Hannover, 31 luglio 1898 – Wiesbaden, 8 gennaio 1977) è stato un generale tedesco della Wehrmacht durante la seconda guerra mondiale.

## Biografia
Horst era rampollo della nobile famiglia dei von Mellenthin, originari della Neumark, una casata con rigide tradizioni militari; suo padre, Paul von Mellenthin (1866-1918), era anch'egli ufficiale militare col grado di tenente colonnello e suo fratello minore fu Friedrich Wilhelm von Mellenthin, militare ed autore tedesco. Dopo aver frequentato gli istituti per cadetti a Potsdam ed a Groß-Lichterfelde, si diplomò come il miglior studente del suo corso e si unì dal 20 gennaio 1915 al 6º reggimento d'artiglieria di stanza a Breslavia. Nel 1915, all'età di 16 anni, venne promosso tenente e venne posto sul fronte occidentale, venendo spostato nei Balcani solo sul finire della guerra, luogo ove seppe della morte sul campo di suo padre, nel 1918.
Von Mellenthin passò nel Reichswehr nel 1921 e venne promosso al grado di primo luogotenente nel 1925. In seguito riuscì a raggirare il decreto stabilito dal trattato di Versailles che precludeva la formazione di nuovi ufficiali nella Germania postbellica, riuscendo a completare il proprio corso. Dal 1932 fu nominato capitano e aiutante, servendo tra gli altri sotto i comandi di Kurt von Hammerstein e Werner von Fritsch. Come aiutante di von Hammerstein, von Mellenthin fu tra i primi in Germania a trascrivere e diffondere il discorso pronunciato da Adolf Hitler ai responsabili del Reichswehr il 3 febbraio 1933 (chiamato anche "Documento Liebmann") il quale, come afferma lo storico Andreas Wirsching, ebbe una notevole importanza per la diffusione della popolarità del fuhrer nei ranghi dei soldati dell'esercito. Nel luglio 1937, passò a Berlino presso il comando generale dell'esercito col compito di mantenere il coordinamento militare tra la Germania e gli altri stati.
Il 1º maggio 1943 von Mellenthin venne promosso colonnello e divenne comandante del 67º reggimento granatieri. Assunse brevemente la guida della 23ª divisione di fanteria e poi della 93ª divisione. Già nel dicembre dello stesso anno prese il comando della 205ª divisione di fanteria e venne nominato maggiore generale. Per i successi totalizzati nel 1944, ricevette la croce di cavaliere della croce di ferro e la promozione a tenente generale dal 1º luglio 1944. Il 16 marzo 1945, von Mellenthin venne promosso General der Artillerie ed il 4 aprile 1945 gli furono assegnate le foglie di quercia alla croce di cavaliere della croce di ferro per ulteriori meriti. Alla fine della guerra, era comandante generale del XI. Corpo d'Armata impegnato in Alta Slesia e fu l'ultimo comandante dell'VIII Corpo d'Armata, col quale passò attraverso i Monti dei Giganti. Si arrese con le sue unità agli americani e quindi salvò i suoi uomini dalla prigionia sovietica, giudicata ben più dura.
Dopo la sua liberazione dalla prigionia, Mellenthin lavorò per il Bundesnachrichtendienst; dal 1951 divenne vice di Reinhard Gehlen e dal 1956 fu collaboratore dell'ambasciata tedesca a Washington, dove emersero l'esperienza accumulata negli uffici dell'esercito tedesco dopo la prima guerra mondiale e le sue naturali doti diplomatiche.
Horst von Mellenthin morì l'8 gennaio 1977, a 78 anni, a Wiesbaden, dove venne sepolto con tutti gli onori militari.